# Ciro Ferrara
Ciro Ferrara (* 11. Februar 1967 in Neapel) ist ein ehemaliger italienischer Fußballspieler und heutiger -trainer.
Ferrara galt als technisch guter und kopfballstarker Innenverteidiger und bildete zusammen mit Paolo Montero Ende der 1990er Jahre bei Juventus Turin eine der besten Innenverteidigungen der Welt. Zudem gewann er als Spieler unter anderem sechs Italienische Meistertitel und jeweils einmal die UEFA Champions League und den UEFA-Pokal.
Als Co-Trainer von Italien-Cheftrainer Marcello Lippi gewann er die Fußball-Weltmeisterschaft 2006 in Deutschland.

## Spielerkarriere

### Im Verein

#### Bis 1994: SSC Neapel
Im Alter von 14 Jahren benutzte Ciro Ferrara vorübergehend einen Rollstuhl, da er unter Schmerzen litt, die aufgrund einer Morbus-Osgood-Schlatter-Erkrankung hervorgerufen wurden. Jedoch verhinderte diese Erkrankung nicht seine sportliche Karriere, die am 5. Mai 1985 im Stadio San Paolo zu Neapel mit seinem Serie-A-Debüt einen ersten Höhepunkt erlebte. Ironischerweise lief er in seinem ersten Spiel gegen Juventus Turin auf, den Verein, mit dem er später viele nationale und internationale Titel gewinnen sollte.
Zu dieser Zeit spielte auch Diego Maradona in Neapel und führte das Team um Gianfranco Zola und Ferrara zum ersten Scudetto-Gewinn und dem zweiten Erfolg in der Coppa Italia in der Saison 1986/87. Nach zwei aufeinanderfolgenden Vize-Meisterschaften, bei denen man den Mailänder Clubs AC 1987/88 und Inter 1988/89 den Vortritt lassen mussten, holte Ferraras Team unter dem neuen Trainer Alberto Bigon 1989/90 den bis dato letzten Meistertitel für den SSC. Ferraras erster Coach und Förderer Ottavio Bianchi, ab 1985 für Napoli tätig, war nach den beiden zweiten Plätzen durch Bigon ersetzt worden.
Auch international blieb Ciro Ferrara in seiner neapolitanischen Zeit nicht ohne Titel. In der Spielzeit 1988/89 errang er seine und Neapels erste europäische Trophäe mit dem Gewinn des UEFA-Pokals gegen den VfB Stuttgart (2:1 und 3:3).
Nach der Meisterschaft 1990 fiel der Verein zu Beginn der 1990er ab und erreichte unter Bigon nur mehr einen siebenten Platz. Danach folgten ihm die Trainer Claudio Ranieri mit einem vierten Rang, Ottavio Bianchi mit einem Kurzintermezzo für Rang elf und Marcello Lippi mit Platz sechs, der nach dieser einen Saison 1993/94 beim italienischen Rekordmeister Juventus unterschrieb und seinen Abwehrchef Ferrara nach zehn Profijahren zur Alten Dame lotste.
In zehn Spielzeiten trug Ferrara 323 Mal das blaue Trikot, davon absolvierte er 247 Spiele in der Serie A (12 Tore) und 47 im Pokal (2 Tore). Zudem lief er einmal in der Supercoppa Italiana auf und gewann sie. Auf europäischer Ebene spielte er 28 Mal für den SSC.

#### 1994–2005: Juventus Turin
Mit dem Wechsel des neapolitanischen Urgesteines zu den Bianconeri nach Turin begann die zweite Hälfte von Ciro Ferraras aktiver Karriere, die nicht minder erfolgreicher werden sollte. Gleich in seiner ersten Saison im weiß-schwarzen Trikot gewann er 1994/95 seinen dritten Scudetto, der für Juventus die insgesamt zwanzigste bedeuten sollte, und holte mit dem Triumph in der Coppa Italia seinen zweiten und Juves bis heute letzten Titel im Pokalwettbewerb. Im Jahr darauf gewann er im Elfmeterschießen die Champions League gegen das von Louis van Gaal trainierte Ajax Amsterdam. Ferrara verwandelte an diesem Abend im Stadio Olimpico in Rom seinen Elfmeter.
In dem Trikot der Alten Dame lief er 358 Mal auf: 253 Serie-A-Partien (plus ein Entscheidungsspiel um eine Platzierung für einen europäischen Wettbewerb), darin gelangen ihm 15 Tore; 26 Pokalpartien und drei Supercup-Auftritte; 74 Europapokal-Einsätze und eine Partie um den Weltpokal gegen River Plate aus Argentinien.
In Turin gewann er sechs Scudetti (1995, 1997, 1998, 2002, 2003, 2005), wobei der Titel von 2004/05 im Rahmen des italienischen Manipulationsskandals von 2006 Juve aberkannt wurde – zudem eroberte er seinen zweiten italienischen Pokal (1995), vier italienische Supercups (1995, 1997, 2002, 2003), einmal die UEFA Champions League (1996), einen europäischen Supercup (1996), einen Weltpokal (1996) und einmal den UEFA Intertoto Cup 1999.
Am 15. Mai 2005, fast genau 20 Jahre nach seinem Debüt, spielte Ferrara seine letzte Partie gegen den FC Parma in Turin. Am Ende dieser Saison beendete er mit seinem siebenten Meistertitel seine Karriere. Er ist der zehnte italienische Spieler, der über 500 Ligapartien in der Serie A absolviert hat. Seine Trainer bei der Alten Dame waren Marcello Lippi (1994–1999 und 2001–2004), Carlo Ancelotti (1999–2001) und Fabio Capello (ab 2004).
In einem emotionsreichen Abschiedsspiel im Stadio San Paolo von Neapel trat Ferrara, begleitet von vielen Weggefährten, von der Fußballbühne ab. Die Anwesenheit von Diego Maradona, der von den über 70.000 Zuschauern frenetisch gefeiert wurde, machte den Hauptakteur dabei zeitweise sogar zum Nebendarsteller.

### In der Nationalmannschaft
Sein Debüt in der italienischen Nationalmannschaft feierte Ciro Ferrara am 10. Juni 1987 beim 3:1 gegen Argentinien. Zudem gehörte er 1988 zur italienischen Olympiamannschaft, die bei den Sommerspielen in Seoul den vierten Platz belegte. 1990 war er Teil der italienischen Mannschaft, die bei der Heim-WM Dritter gegen England wurde. Jedoch qualifizierte sich Italien nicht für die Euro 1992 in Schweden.
Mit dem Transfer zu Juventus Turin wurde Ferrara zum Stammspieler in der Squadra Azzurra, jedoch verletzte er sich 1996 vor der Europameisterschaft in England und fiel somit für das Turnier aus. Italien schied in der Gruppenphase aus. Dasselbe widerfuhr ihm vor der Weltmeisterschaft in Frankreich, wo für die Azzurri im Viertelfinale gegen den Gastgeber im Elfmeterschießen das Turnier beendet war.
Unter Torwartlegende Dino Zoff absolvierte Ferrara bei der Europameisterschaft 2000 in Belgien und den Niederlanden seine letzten Spiele für die Italiener. Dort fehlten nur wenige Sekunden zum Titelgewinn gegen Frankreich, wo jedoch Sylvain Wiltord und Ferraras späterer Teamkollege von Juventus David Trezeguet das Spiel noch für die Blues entschieden (1:2 n. V.).
Da Ferrara unter dem nachfolgenden Nationaltrainer Giovanni Trapattoni nicht mehr berücksichtigt wurde, blieb die Anzahl seiner Länderspiele auf 49 Länderspielen (kein Tor) begrenzt.

## Trainerkarriere

### 2005–2006: Assistenz von Marcello Lippi
Nach seinem Karriereende bei Juventus wurde Ciro Ferrara Teil des Betreuerteams um Nationaltrainer Marcello Lippi. Dort wurde ihm der Posten des Co-Trainers zugewiesen und trug somit auch zum Gewinn des Weltmeistertitels 2006 in Deutschland bei.

### 2006–2008: Jugendkoordinator bei Juventus Turin
Nach der WM 2006 arbeitete Ferrara für zwei Jahre als Koordinator der Jugendabteilung bei Juventus Turin. Zwischenzeitlich war er auch als Fußballkommentator für das italienische Pay-TV tätig.

### 2008–2009: Rückkehr auf die Bank derSquadra Azzurra
Nach der erfolglosen Euro 2008 in Österreich und der Schweiz ersetzte der Weltmeistertrainer Lippi den glücklosen Roberto Donadoni auf der Bank der italienischen Nationalmannschaft und bewegte auch Ferrara zu einer Rückkehr als sein Co-Trainer.

### 2009–2010: Juventus Turin

#### Interimstrainer für zwei Spiele
Nach der Entlassung von Claudio Ranieri am 18. Mai 2009 übernahm Ferrara für zwei Spiele den Posten als Interimscoach von Juventus, um die direkte Qualifikation für die UEFA Champions League zu schaffen, die unter seinem Vorgänger als nicht mehr sicher galt. Die Mannschaft hatte sich gegen Ranieri gestellt und ihm taktische Fehler vorgeworfen. Die Unstimmigkeiten in der Mannschaft hatten darin gegipfelt, dass Mauro Camoranesi sich geweigert hatte, zur Halbzeit des Spieles gegen die US Lecce ausgewechselt zu werden und den Trainer angeschrieen hatte.
Eine Woche später, am 24. Mai, absolvierte Ferrara sein Debüt auf der Weißschwarzen Bank und führte die Mannschaft zu einem 3:0 gegen die AC Siena. Mit einem 2:0 gegen Lazio Rom holte er mit dem zweiten Sieg den Vize-Meistertitel in der Serie A und damit die direkte Qualifikation für die UEFA Champions League 2009/10.
Während der Sommerpause zur Saison 2009/10 wurde spekuliert, dass Roma-Trainer Luciano Spalletti Juventus in der kommenden Saison trainieren würde. Jedoch gab dieser am 5. Juni 2009 bekannt, dass er beim Hauptstadtklub bleiben wolle und somit wurde Ferrara noch am selben Tag zum Cheftrainer für die Saison 2009/10 ernannt und unterschrieb einen Zweijahresvertrag.

#### Saison 2009/10
Für die Saison 2009/10 wurde das Team der Alten Dame erneuert. Im Sommer wurden unter anderem Olof Mellberg, Cristiano Zanetti und Marco Marchionni abgegeben, zudem beendete Pavel Nedvěd seine aktive Karriere. Die Weißschwarzen verpflichteten mit Diego (bis dahin Werder Bremen), Felipe Melo (AC Florenz) und Fabio Grosso (Olympique Lyon) erfahrene Spieler. Auch wurde Nationalmannschaftskapitän Fabio Cannavaro von Real Madrid zurückgeholt, um zusammen mit Giorgio Chiellini die neue Innenverteidigung zu bilden. Mit diesen Neueinkäufen und Ferrara auf der Trainerbank wollten die Bianconeri den nunmehrigen Serienmeister Inter Mailand den Scudetto streitig machen.
Nach einem verheißungsvollen Start mit vier Siegen und zwei Unentschieden in sechs Spielen folgten nach der ersten Niederlage gegen die US Palermo (0:2) inkonstante Leistungen der Mannschaft, die im Dezember mit den Niederlagen gegen die AS Bari (1:3) und dem Letzten in der Meisterschaft Catania (1:2) ihren Tiefpunkt fanden. Davor verspielte Ferraras Mannschaft den beinahe sicher geglaubten Aufstieg ins Champions-League-Achtelfinale durch eine 1:4-Niederlage gegen den FC Bayern München im letzten Gruppenspiel, woraufhin sich der junge Trainer bei den Fans entschuldigte. Nach dieser Niederlage wurden Stimmen laut, Ferrara solle entlassen werden. Doch der zu dem Zeitpunkt neugewählte Juve-Präsident Jean-Claude Blanc hielt an ihm fest.
Zur Weihnachtspause der Serie A kursierten einige Spekulationen zu Ferraras Verbleib in Turin durch die Medienlandschaft. So wurde Guus Hiddink, dessen Vertrag als russischer Nationaltrainer endete, und Italien-Coach Marcello Lippi, der als Ferrara-Nachfolger nach Saisonende im Gespräch war, gehandelt.
Am Jahresende stand Ferrara mit seiner Mannschaft auf Platz drei der Serie A und „überwinterte“ international nach dem Champions-League-Ausscheiden in der Europa League. Am 29. Januar 2010 wurde Ciro Ferrara von Juventus entlassen. Sein Nachfolger wurde Alberto Zaccheroni.
Am 22. Oktober 2010 wurde Ferrara nach der Entlassung von Pierluigi Casiraghi zum neuen Trainer der italienischen U-21-Nationalmannschaft ernannt. Dieses Amt hatte er bis 1. Juli 2012 inne.

### 2012: Sampdoria Genua
Zur Saison 2012/13 übernahm Ferrara den Aufsteiger aus der Serie B Sampdoria Genua. Nach erfolgreichem Saisonstart wurde er am 17. Dezember 2012 entlassen, da Sampdoria den Abstiegsrängen immer näher gekommen war.

## Erfolge

### Als Spieler
SCC Neapel
- UEFA-Pokal: 1988/89
- Italienischer Meister: 1986/87, 1989/90
- Italienischer Pokalsieger: 1986/87
- Italienischer Supercupsieger: 1990

Juventus Turin
- UEFA Champions League: 1995/96
- Weltpokal: 1996
- UEFA Super Cup: 1996
- UEFA Intertoto Cup: 1999
- Italienischer Meister: 1994/95, 1996/97, 1997/98, 2001/02, 2002/03, 2004/05*
- Italienischer Pokalsieger: 1994/95
- Italienischer Supercupsieger 1995, 1997, 2002, 2003

* aberkannt im Rahmen des italienischen Fußball-Skandals 2005/06
In der Nationalmannschaft
- Weltmeisterschaftsdritter: 1990
- Vize-Europameister: 2000

### Als Trainer
- Weltmeister: 2006 (als Co-Trainer der italienischen Nationalmannschaft)
- Italienischer Vizemeister: 2009 (als Interimstrainer von Juventus Turin)